# Repetição do indébito

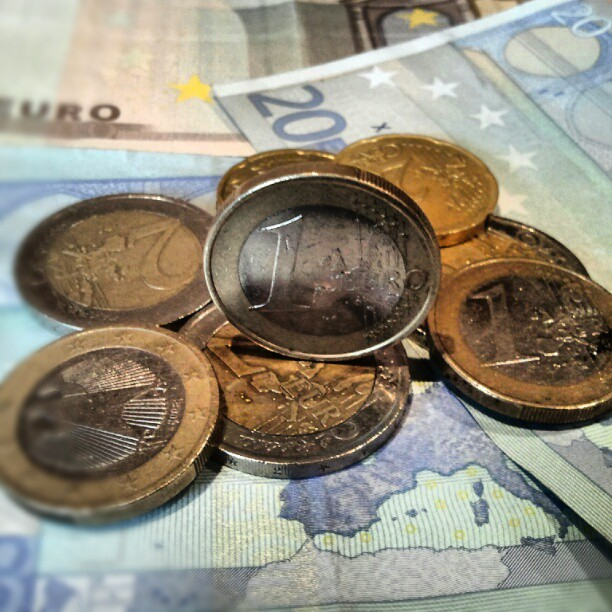
Segundo Súmula 546 do Supremo Tribunal Federal brasileiro: "Cabe a restituição do tributo pago indevidamente, quando reconhecido por decisão, que o contribuinte "de jure" não recuperou do contribuinte "de facto" o "quantum" respectivo."

Repetição do indébito (do latim repetitio indebiti)  é tanto o direito quanto a medida processual na qual uma pessoa pleiteia a devolução de uma quantia paga desnecessariamente. Trata-se de uma modalidade de enriquecimento sem causa, fundamentada na inexistência da dívida e num pagamento indevido por um objeto lícito. P. ex.: Supondo que um consumidor compre um produto que custa noventa reais usando uma nota de cem e o vendedor não lhe dá nenhum troco. O nome da garantia que permite ao consumidor exigir a devolução dos dez reais pagos a mais é repetição do indébito.
É importante ressaltar que o Art. 42, § único, da Lei n° 8078/90 (Código de Defesa do Consumidor) dispõe que "no caso de cobrança indevida de dívida do consumidor, este terá direito à repetição do indébito, em valor igual ao dobro do que pagou em excesso, acrescido de correção monetária e juros legais, salvo hipótese de engano justificável". Segundo súmula do STF, engano justificável é aquele no qual o erro não teve intenção de se aproveitar do consumidor ou contribuinte (ou seja, houve boa fé).
Na esfera tributária, o Art. 165 do CTN indica o direito do sujeito passivo (contribuinte) de restituir total ou parcialmente um tributo cobrado ou pago indevidamente. No caso, a medida processual adequada é a ação de repetição do indébito (Art. 38 da Lei 6830/80).

## Leis brasileiras
Está prevista em diversos dispositivos legais brasileiros, como o art. 876 do Código Civil e o art. 42 do Código de Defesa do Consumidor, assim como os artigos 939, 940 e 941, também do Código Civil :
Código Civil: Art. 876. Todo aquele que recebeu o que lhe não era devido fica obrigado a restituir; obrigação que incumbe àquele que recebe dívida condicional antes de cumprida a condição.
Art. 939. O credor que demandar o devedor antes de vencida a dívida, fora dos casos em que a lei o permita, ficará obrigado a esperar o tempo que faltava para o vencimento, a descontar os juros correspondentes, embora estipulados, e a pagar as custas em dobro.
Art. 940. Aquele que demandar por dívida já paga, no todo ou em parte, sem ressalvar as quantias recebidas ou pedir mais do que for devido, ficará obrigado a pagar ao devedor, no primeiro caso, o dobro do que houver cobrado e, no segundo, o equivalente do que dele exigir, salvo se houver prescrição.
Art. 941. As penas previstas nos arts. 939 e 940 não se aplicarão quando o autor desistir da ação antes de contestada a lide, salvo ao réu o direito de haver indenização por algum prejuízo que prove ter sofrido.
Código de Defesa do Consumidor: art 42. O consumidor cobrado em quantia indevida tem direito à repetição do indébito, por valor igual ao dobro do que pagou em excesso, acrescido de correção monetária e juros legais, salvo hipótese de engano justificável.
Código Tributário Nacional: Art. 165. O sujeito passivo tem direito, independentemente de prévio protesto, à restituição total ou parcial do tributo, seja qual for a modalidade do seu pagamento, ressalvado o disposto no § 4º do artigo 162*, nos seguintes casos:
I - cobrança ou pagamento espontâneo de tributo indevido ou maior que o devido em face da legislação tributária aplicável, ou da natureza ou circunstâncias materiais do fato gerador efetivamente ocorrido;
II - erro na edificação do sujeito passivo, na determinação da alíquota aplicável, no cálculo do montante do débito ou na elaboração ou conferência de qualquer documento relativo ao pagamento;
III - reforma, anulação, revogação ou rescisão de decisão condenatória.
Ressalva: CTN Art. 162. O pagamento é efetuado: § 4º A perda ou destruição da estampilha, ou o erro no pagamento por esta modalidade, não dão direito a restituição, salvo nos casos expressamente previstos na legislação tributária, ou naquelas em que o erro seja imputável à autoridade administrativa.

## Etimologia
Etimologicamente, "indébito" é o mesmo que "não-débito", ou "crédito". "Indébito". A terminologia é utilizada porque, no direito tributário, a terminologia "crédito" é utilizada para designar o "crédito tributário", que é o crédito do fisco contra o contribuinte.
Dessa forma, a utilização do termo "indébito" evita confusões terminológicas decorrentes das polissemias do termo "crédito".
No Código de Defesa do Consumidor, "Indébito" refere-se ao valor pago pelo consumidor de forma indevida ou majorada de forma ilegal.

## Origem
Repetição de Indébito originou da regra "solve et repete", que define que para contestar um tributo, o contribuinte deve primeiro pagá-lo. No entanto, o cerceamento de defesa é repelido pela Constituição Federal, que visa facilitar o acesso do cidadão ao Judiciário.

## Utilização
A ação de repetição de indébito é cabível para restituir os valores dos tributos pagos indevidamente. O pedido deve constar a confirmação do pagamento indevido e exigir daquele que recebeu a devolução da importância paga. É classificada como uma ação de conhecimento de natureza condenatória.
A repetição de indébito pode ser ajuizada em caso de: 
a) Cobrança de tributo indevido ou devido a maior (por erro de direito ou por erro de fato);
b) Erro na identificação do sujeito passivo; 
c) Reforma, anulação, revogação ou rescisão de decisão denegatória.
No caso de repetição de indébito tributária, o sujeito ativo da ação é o contribuinte e o sujeito passivo da ação é a fazenda pública.
Cabe lembrar que a restituição de tributos que comportem, por sua natureza, transferência do encargo financeiro somente será feita: 
a) A quem provar ter assumido o referido encargo e;
b) A quem, no caso de ter transferido o encargo a terceiros, estiver por este expressamente autorizado.
O direito de ajuizar a ação de repetição de indébito extingue-se em 5 anos, contados da data da extinção do crédito tributário ou da data da decisão irreformável ou transitada em julgado em face de reforma, anulação, revogação ou rescisão de decisão condenatória.

## Prazo prescricional
Quando o tributo estiver sujeito ao lançamento por homologação, o prazo prescricional e único será de 5 anos contados da data do pagamento indevido e não da data da homologação (LC 118/2005).
Caso o pedido de restituição dependa de inconstitucionalidade de lei que instituiu ou aumentou tributo, o prazo extintivo do direito à repetição começa na data que for publicada a decisão do STF.

## Jurisprudência
Entendimento não unânime, prevê que do desembolso do tributo indevido até o trânsito em julgado o tributo é corrigido pela Selic, e a partir do trânsito em julgado por juros moratórios de 1% ao mês (efetivo).
Caso obtenha êxito na ação de repetição de indébito, o contribuinte ao invés de executar a Fazenda Pública e entrar na extensa lista de precatório, poderá solicitar a compensação do valor que lhe será restituído com outros tributos da mesma natureza. Deve obedecer a regras da legislação tributária, é homologada pela administração tributária e não pode ser decretada liminarmente pelo juiz.